# Thomas Bensley
Thomas Bensley est un typographe britannique. Né à Londres en 1759, il est décédé à Clapham le 11 septembre 1835.

## Biographie
Il est le premier en 1814 à appliquer la presse mécanique à l'impression du journal The Times.

## Œuvres
On lui doit des ouvrages de luxe tels la Bible de Macklin et en in-octavo les œuvres de Hume, de Shakespeare, de Milton (Milton's Paradise Lost, 1802).

### Comme auteur
- An Analysis of the Print of The Death of Ananias (1816)